# Elsie Leung

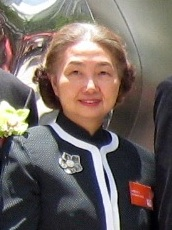
Elsie Leung, 2013

Elsie Leung Oi-sie (chinesisch 梁愛詩 / 梁爱诗, Pinyin Liáng Aìshī, Jyutping Loeng4 Oi3si1, kantonesisch Leung Oi-sie; * 24. April 1939 in Britisch-Hongkong) ist eine Hongkonger Politikerin und Juristin. Sie war von 1997 bis 2005 die erste „Staatssekretärin für Justiz“ in Hongkong.

## Leben
Leung wurde 1939 in Hongkong in einer Familie aus Nanhai, Foshan geboren. Sie besuchte die Chung Wah Middle School, eine linksorientierte Schule, die später von der Regierung geschlossen wurde, sowie den Sacred Heart Canossian College und die Universität Hongkong. Leung erwarb 1967 die Law Society Qualifying Examinations und 1988 den LL.M an der Universität Hongkong. Sie war die Vorsitzende des International Federation of Women Lawyers.
Leung erwarb 1967 den Titel des Solicitor und war als solcher ab 1968 tätig. Sie war Partnerin der Anwaltskanzleien P. H. Sin & Co. und Iu, Lai & Li Solicitors und war hauptsächlich im Bereich Familienrecht tätig. Leung war Mitglied mehrerer Verwaltungsräte und -ausschüsse, darunter der Independent Police Complaints Council, Equal Opportunities Commission, Social Welfare Advisory Committee und Inland Revenue Board of Review. Zudem war sie ehrenamtliche Justiziarin bei mehreren Nichtregierungsorganisationen.

## Politische Laufbahn
Leung war Gründungsmitglied der Democratic Alliance for the Betterment and Progress of Hong Kong (DAB). Sie wurde 1989 zur Delegierten am Volkskongress von Guangdong, 1993 zur Delegierten am 8. Nationalen Volkskongress sowie zum Hong Kong Affairs Advisor ernannt. Kurz vor der Rückgabe von Hongkong an China beriet Leung den Chief Executive Designate von Hongkong über rechtliche Angelegenheiten bei der Schaffung der Sonderverwaltungszone Hongkong.

### Als Staatssekretärin für Justiz
Am 1. Juli 1997 wurde Leung die erste „Staatssekretärin für Justiz“ von Hongkong als Nachfolgerin des Attorney General Jeremy Mathews. Zudem wurde sie Chefjustiziarin für den Chief Executive sowie inoffizielles Mitglied des Exekutivrats. Sie leitete das Justizministerium, das damals mehr als 1,000 Beamter beschäftigte, darunter 290 Rechtsanwälte.
Leung ist derzeit Vorsitzende des „Gesetzreform-Ausschusses“, des „Komitees für Zweisprachiges Rechtssystem“ sowie des „Verbindugsausschusses der Rechtsanwälte“ und ist darüber hinaus Mitglied zahlreicher Ausschüsse, darunter des „Ausschusses für Kriminalitätsbekämpfung“ und des „Betriebsanalysen-Komitees“ des „Unabhängigen Ausschusses gegen Korruption“ (englisch Independent Commission Against Corruption, ICAC).
Im Juli 2002 wurde Leung mit dem Grand Bauhinia Medal für ihren „außerordentlichen Staatsdienst“ und ihre „wichtigen Beiträge zur Wahrung der erfolgreichen Ausführung der neuen Verfassungsordnung unter der Auffassung »Ein Land, zwei Systeme«“ ausgezeichnet. Sie zog sich jedoch im Oktober 2005 zurück.

### Kontroverse
Leung war 1999 in einer Kontroverse verwickelt, als sie sich als Staatssekretärin für Justiz weigerte, die Geschäftsfrau Sally Aw wegen des Betrugs beim Umlauf von The Standard zu verklagen. Die Hong Kong Bar Association beschuldigte sie, bei der Behandlung des Falls „nachlässig“ gewesen zu sein, weil sie nicht dafür gesorgt habe, dass die Gerechtigkeit wahrgenommen wurde. Die Democratic Party und die Liberal Party unterstützten Margaret Ngs Misstrauensantrag. Während der Abstimmung im Legislativrat wandte sich die Liberal Party jedoch gegen die Lobbyarbeit der Regierung. Sie beschuldigte die Tung-Administration, Druck auf sie ausgeübt zu haben, um Leung zu unterstützen. Die Liberalen enthielten sich bei der Abstimmung, und der stellvertretende Parteivorsitzende Ronald Arculli veranstaltete einen Streik.
Der Hong Kong Human Rights Monitor unterstützte die Forderung nach einem Rücktritt von Leung nach ihrer offensichtlichen Voreingenommenheit in mehreren Fällen in Zusammenhang mit China, zusätzlich zu ihrer nicht-strafrechtlichen Verfolgung von Sally Aw. Die von der Gruppe aufgelisteten Vorfälle umfassten:
- Nichtverfolgung der Xinhua News Agency wegen Verstoßes gegen die Datenschutzverordnung;
- Das Versäumnis, auf die Urteilsfällung des berüchtigten Verbrechers Cheung Tze-keung (張子強, 1955–1998) und des beschuldigten Täters der mehrfachen Morde von Telford Garden zu drängen;
- Druckausübung auf das Court of Final Appeal, damit es sein Urteil über die Frage des Bleiberechts präzisiert;
- Leungs private Kontakte mit Chief Justice Andrew Li vor der Klärung des Urteils.

Die Regierung von Hongkong zeigte jedoch volles Vertrauen in Leung und erklärte, dass sie in allen oben genannten Fällen vollständig im Einklang mit dem Grundgesetz und der Strafverfolgungspolitik des Justizministeriums gehandelt hatte.